# ديفيد مكومب
ديفيد مكومب (بالإنجليزية: David McComb)‏ هو كاتب أغاني ومغني أسترالي، ولد في 17 فبراير 1962 في برث في أستراليا، وتوفي في 2 فبراير 1999 في ملبورن في أستراليا.

## وصلات خارجية
- ديفيد مكومب على موقع IMDb (الإنجليزية)
- ديفيد مكومب على موقع ميوزك برينز (الإنجليزية)
- ديفيد مكومب على موقع ديسكوغز (الإنجليزية)